# ناتالیا استار
 ناتالیا استار (انگلیسی: Natalia Starr؛ زادهٔ ۲۲ مارس ۱۹۹۳) بازیگر پورنوگرافی اهل لهستان است.